# Page & Plant
Page & Plant ist ein Projekt zweier ehemaliger Mitglieder der Band Led Zeppelin.
Im Sommer 1994 kamen Jimmy Page und Robert Plant für einen Fernsehauftritt im Rahmen der Reihe MTV Unplugged in London zusammen. Dabei wurden alte Led-Zeppelin-Stücke mit Hossam Ramzy und weiteren nordafrikanischen Musikern sowie dem London Metropolitan Orchestra neu arrangiert eingespielt. Die allgemeine Resonanz auf die Ausstrahlung der entsprechenden MTV-Sendung, betitelt No Quarter – Unledded, war derart positiv, dass man von den MTV-Aufnahmen eine offizielle CD (Jimmy Page & Robert Plant – No Quarter) herausgab. 2004 folgte dazu die DVD Jimmy Page & Robert Plant – No Quarter Unledded.
Es entwickelte sich eine weiterführende Zusammenarbeit der beiden Ex-Led-Zeppelin-Bandmitglieder, in deren Rahmen es 1995/1996 zu einer erfolgreichen einjährigen Welttournee mit 115 Konzerten kam, u. a. auch im Münchener Olympiastadion und am 26. Juli 1995 in der Londoner Wembley-Arena, wo sich der ehemalige Manager von Led Zeppelin, Peter Grant, im Publikum befand. 
1997 nahm man zusammen das Studioalbum Walking Into Clarksdale auf, das jedoch nicht zu einem Verkaufserfolg wurde. 

## Diskografie
- 1994: No Quarter (Konzertalbum)
- 1998: Walking into Clarksdale (Studioalbum)